# Liriomyza caesalpiniae
Liriomyza caesalpiniae är en tvåvingeart som beskrevs av Valladares 1991. Liriomyza caesalpiniae ingår i släktet Liriomyza och familjen minerarflugor. Inga underarter finns listade i Catalogue of Life.